# Szeksna (miejscowość)
Szeksna – osiedle typu miejskiego w Rosji, w obwodzie wołogodzkim, 83 km od Wołogdy. W 2009 liczyło 21 744 mieszkańców.